# Katrina Miller
Katrina Miller (Henderson, 15 settembre 1975) è un'ex mountain biker australiana, specialista nel downhill, nel dual slalom e nel four-cross. È stata medaglia d'argento ai mondiali di mountain bike nel dual slalom nel 2001 e nel four-cross nel 2002 e 2005, e vincitrice della Coppa del mondo di dual slalom nel 1998 e 1999 e di four-cross nel 2003. Conta inoltre 19 vittorie nelle prove della Coppa del mondo.

## Palmarès
- 1998

3ª prova Coppa del mondo, Dual slalom (Les Gets)
4ª prova Coppa del mondo, Dual slalom (Big Bear)
5ª prova Coppa del mondo, Dual slalom (Snoqualmie Pass)
6ª prova Coppa del mondo, Dual slalom (Sierra Nevada)
7ª prova Coppa del mondo, Dual slalom (Kaprun)
Classifica finale Coppa del mondo, Dual slalom
Downhill National Series Canberra
Downhill National Series Threbdo
- 1999

1ª prova Coppa del mondo, Dual slalom (Les Gets)
2ª prova Coppa del mondo, Dual slalom (Maribor)
3ª prova Coppa del mondo, Dual slalom (Nevegal)
4ª prova Coppa del mondo, Dual slalom (Big Bear)
6ª prova Coppa del mondo, Dual slalom (Mont-Sainte-Anne)
7ª prova Coppa del mondo, Dual slalom (Bromont)
8ª prova Coppa del mondo, Dual slalom (Kaprun)
Classifica finale Coppa del mondo, Dual slalom
Campionati australiani, Dual slalom
- 2000

Downhill Winter X Games
- 2001

5ª prova Coppa del mondo, Dual slalom (Leysin)
6ª prova Coppa del mondo, Dual slalom (Kaprun)
- 2003

1ª prova Coppa del mondo, Four-cross (Fort William)
3ª prova Coppa del mondo, Four-cross (Mont-Sainte-Anne)
4ª prova Coppa del mondo, Four-cross (Grouse Mountain)
Classifica finale Coppa del mondo, Four-cross
- 2004

2ª prova Coppa del mondo, Four-cross (Les Deux Alpes)
- 2005

7ª prova Norba Series Four-cross
- 2006

4ª prova Coppa del mondo, Four-cross (Mont-Sainte-Anne)

## Piazzamenti

### Competizioni mondiali
- Coppa del mondo

1998 - Dual slalom: vincitrice
1999 - Dual slalom: vincitrice
2000 - Dual slalom: 6
2001 - Dual slalom: 2
2002 - Four-cross: 3
2003 - Four-cross: vincitrice
2004 - Four-cross: 4
2005 - Four-cross: 7
2006 - Four-cross: 2º
- Campionati del mondo

Château-d'Œx 1997 - Downhill: 10º
Mont-Sainte-Anne 1998 - Downhill: 6º
Mont-Sainte-Anne 1998 - Dual slalom: 2º
Vail 2001 - Dual slalom: 2º
Kaprun 2002 - Four-cross: 2º
Lugano 2003 - Four-cross: 8º
Les Gets 2004 - Four-cross: 5º
Livigno 2005 - Four-cross: 2
Rotorua 2006 - Four-cross: 10º

## Riconoscimenti
- Australian Women's MTB Cyclist of the Year 1997, 1998, 1999, 2003, 2005